# Quique
Cette page présente le prénom Quique ainsi que ses variantes.
Cette page présente le surnom Quique ainsi que ses variantes.
Quique est le diminutif du prénom masculin espagnol Enrique, dont l’équivalent en français est Henri.

## Personnalités célèbres
- Pour l'ensemble des articles sur les personnes portant ce prénom, consulter :
  - la liste des articles dont le titre commence par ce prénom
  - les listes produites par Wikidata : Liste des personnes de prénom « Quique » — même liste en incluant les éventuels prénoms composés qui contiennent « Quique ».
- Quique Sánchez Flores, footballeur.